# Dead FM
Dead FM es el tercer álbum de estudio de la banda Strike Anywhere. Fue grabado en abril de 2006 en los Estudios Salad Days por Brian McTernan. Contiene canciones que se enfocan en la postura izquierdista de la banda, aunque también discuten temas como la participación del abuelo del vocalista de la banda Thomas Barnett en el Proyecto de Manhattan en la canción de apertura 'Sedition'. Este fue grabado en una serie de fines de semana durante un periodo de nueve meses, cuando la banda decidió tomar un descanso, para regresar a la vida doméstica, escribir y grabar un álbum.
Dead FM es el primer álbum de estudio de Strike Anywhere, lanzado en una disquera diferente a Jade Tree Records, inaugurando así el contrato de la banda con Fat Wreck Chords.

## Lista de Tracks
Todas las pistas por Strike Anywhere
1. "Sedition" - 2:00
2. "How to pray" - 2:25
3. "Prisoner Echoes" - 2:37
4. "Instinct" - 2:42
5. "The Promise" - 2:06
6. "Speak to Our Empty Pockets" - 2:28
7. "Two Thousand Voices" - 1:55
8. "Hollywood Cemetary" - 1:41
9. "Allies" - 1:45
10. "Gunpowder" - 1:59
11. "Dead Hours" - 2:27
12. "Iron Trees" - 2:05
13. "House Arrest" - 1:55
14. "Ballad of Bloody Run" - 3:00
15. "You Are Not Collateral Damage" (Bonus track iTunes) - 2:35

## Vinilo de Edición limitada
Fat Wreck Chords emitió 335 viniles amarillos de edición limitada

## Personal

### Banda
- Thomas Barnett - Voces
- Herrero mate - Guitarra, Voces
- Garth Petrie - Bajo
- Eric Kane - Batería
- Mate sherwood - Guitarra, Voces